# Hyalobagrus ornatus
Hyalobagrus ornatus és una espècie de peix de la família dels bàgrids i de l'ordre dels siluriformes.

## Morfologia
- Els mascles poden assolir 3 cm de longitud total.
- Nombre de vèrtebres: 37-38.[1][2]

## Hàbitat
És un peix d'aigua dolça i de clima tropical (21 °C-25 °C).

## Distribució geogràfica
Es troba a Àsia: conques dels rius Muar (sud de la península de Malaca, Malàisia) i Kapuas (oest de Borneo, Indonèsia).